# Русские достопамятности
«Русские достопамятности» — печатный орган Московского общества истории и древностей российских. Издавались на русском языке.
«Русские достопамятности» выходили в Российской империи книжками (томами) в неопределенные сроки.
- Первый том издан в 1815 году, под редакцией Константина Фёдоровича Калайдовича; в состав её вошли поучение Луки Жидяты, Русская Правда, ряд уставных и губных грамот, окончание «Степенной книги», доношения Ивана Посошкова.
- Второй том издан в 1843 году, под редакцией Дубенского Дмитрия Никитича и содержит разные памятники древнего русского права.
- Третий том издан в 1844 году, также под редакцией Д. Н. Дубенского, и содержит «Слово о полку Игореве» с объяснениями и словарём.